# Trempealeau
Trempealeau és una població dels Estats Units a l'estat de Wisconsin. Segons el cens del 2000 tenia 1.319 habitants.

## Demografia
Segons el cens del 2000, Trempealeau tenia 1.319 habitants, 593 habitatges, i 367 famílies. La densitat de població era de 424,4 habitants per km².
Dels 593 habitatges en un 28,8% hi vivien nens de menys de 18 anys, en un 49,1% hi vivien parelles casades, en un 8,1% dones solteres, i en un 38,1% no eren unitats familiars. En el 31,5% dels habitatges hi vivien persones soles el 12,3% de les quals corresponia a persones de 65 anys o més que vivien soles. El nombre mitjà de persones vivint en cada habitatge era de 2,22 i el nombre mitjà de persones que vivien en cada família era de 2,78.
Per edats la població es repartia de la següent manera: un 22,4% tenia menys de 18 anys, un 6,1% entre 18 i 24, un 32,6% entre 25 i 44, un 23,5% de 45 a 60 i un 15,4% 65 anys o més.
L'edat mediana era de 38 anys. Per cada 100 dones de 18 o més anys hi havia 96,7 homes.
La renda mediana per habitatge era de 36.422 $ i la renda mediana per família de 44.792 $. Els homes tenien una renda mediana de 30.881 $ mentre que les dones 22.708 $. La renda per capita de la població era de 18.465 $. Aproximadament el 3,8% de les famílies i el 6,3% de la població estaven per davall del llindar de pobresa.

## Poblacions més properes
El següent diagrama mostra les poblacions més properes.